# The Coral
The Coral — музыкальный коллектив из Великобритании, играющий в стиле инди-рок. Создан в 1996 году в пригороде Ливерпуля − Хойлейке.
Музыка группы представляет собой смесь кантри, психоделического рока 1960-х, фолка с влиянием современной рок-музыки. За свою более чем двадцатилетнюю историю The Coral выпустили в общей сложности десять альбомов. Их дебютный диск был номинирован на премию Mercury Prize 2002 года.
Песни «Dreaming Of You» из альбома «The Coral» и «Pass It On» из альбома «Magic and Medicine» использованы в сериале «Scrubs» (10-я серия 2-го сезона и 18-я серия 6-го сезона соответственно).

## Состав

### Текущий состав
- Джеймс Скелли − вокал, акустическая гитара
- Ли Саутхолл − ритм-гитара, вокал
- Пол Даффи − бас-гитара, саксофон
- Ник Пауэр − клавишные, вокал
- Ян Скелли − ударные
- Джон Даффи − перкуссия

### Бывшие участники
- Билл Райдер-Джонс − гитара, бас-гитара (1996—2008)

## Дискография
- «The Coral» (2002)
- «Magic and Medicine» (2003)
- «Nightfreak and the Sons of Becker» (2004)
- «The Invisible Invasion» (2005)
- «Roots and Echoes» (2007)
- «Butterfly House» (2010)
- «The Curse of Love» (2014)
- «Distance Inbetween» (2016)
- «Move Through the Dawn» (2018)